# Zostera marina
Zostera marina es una especie de planta acuática perteneciente a la familia Zosteraceae.

## Descripción
Es una hierba que alcanza un tamaño de hasta 150 cm de longitud, enraizante en los nudos. Con rizoma de 2,3-4 mm de diámetro con braquiblastos en los nudos y macroblastos en posición terminal; nudos con 1-2 fascículos de raíces. Braquiblastos en la axila de una hoja del rizoma, con 3-8 hojas; macroblastos floríferos hasta de 150 cm, aplanados, muy ramificados, con numerosos prófilos, hojas e inflorescencias; prófilos tubulares, membranáceos, translúcidos, sin limbo, mucho más pequeños que las hojas. Hojas de 25-75(120) cm; vaina 60-140 mm, algo más ancha que el limbo, de márgenes soldados, ± membranácea, sin aurículas o con dos pequeñas aurículas hasta de 1 mm y agudas en el ápice; lígula hasta de 0,5 mm de anchura, recta, coriácea; limbo 42-70(120) x (3)4-8(10) mm, linear, generalmente redondeado en el ápice, rara vez truncado o algo emarginado, entero, plano, con (3)4-6(11) nervios paralelos interconectados por nervios secundarios transversales, el central prolongado hasta el ápice, los laterales anastomosados por debajo del ápice. Inflorescencias pedunculadas; pedúnculo plano, coalescente con el tallo en la mitad inferior o casi hasta el ápice. Espata semejante a las hojas pero de márgenes libres casi hasta la base; vaina 40-60 mm, biauriculada en el ápice; aurículas 1,8 x 2 mm, redondeadas en el ápice; limbo 50-200 mm, más estrecho que las hojas vegetativas. Espádice 40-50 x 3-3,2 mm, plano, obtuso en el ápice, agudo en la base, con 9-15(20) flores. Flores hermafroditas, sin retináculo. Anteras 4-5,5 x 0,6-1 mm, fusiformes. Ovario 2-4 mm, ± cónico; estilo 1,5-2,5 mm; brazos estigmáticos 1-2,5 mm. Aquenio 2,5-4 x 2-3 mm, elipsoideo u ovoideo. Semillas 3-3,8 x 2-2,9 mm, elipsoideas u ovoideas, con 16-25 costillas longitudinales, osbcuras.

## Distribución y hábitat
Se encuentra en estuarios, marismas y fondos marinos hasta de 20 m de profundidad. En el Hemisferio Norte, entre 36° y 60° latitud norte; en Europa vive desde el sur de España hasta el círculo Polar Ártico y en el Norte de África solo en Argelia. En la península ibérica es muy frecuente en las costas del Mar Cantábrico y Océano Atlántico y más rara en el Mediterráneo.

## Taxonomía
Zostera marina fue descrita por Carlos Linneo y publicado en Species Plantarum 2: 968, en el año 1753.
Etimología
Zostera: nombre genérico que deriva de las palabras griegas: zoster, que significa "una faja", refiriéndose a las hojas en forma de cinta.
marina: epíteto latíno que significa "del mar".
Citología
Número de cromosomas de Zostera marina (Fam. Zosteraceae) y táxones infraespecíficos: 2n = 12.
Sinonimia
- Alga marina (L.) Lam.
- Zostera latifolia (Morong) Morong
- Zostera marina var. atam T.W.H.Backman
- Zostera marina var. izembekensis T.W.H.Backman
- Zostera marina var. latifolia Morong
- Zostera marina f. latifolia (Morong) Setch.
- Zostera marina var. phillipsii T.W.H.Backman
- Zostera marina var. stenophylla (Raf.) Asch. & Graebn.
- Zostera marina f. sulcatifolia Setch.
- Zostera maritima Gaertn.
- Zostera oregana S.Watson
- Zostera pacifica S.Watson
- Zostera stenophylla Raf.[5]
- Zostera trinervis Stokes[6]

## Nombres comunes
- Castellano: alga, alga marina, arga, ceba, hierba de mar, hierba de vidrieros, sebas de mar, sedas de mar.[6]